# Wernickes område

Wernickes område.

Wernickes område är ett område i bakre delen av temporalloben (tinningloben) i den mänskliga hjärnan som styr vissa aspekter av talförmågan. Området utgör ett centrum för språkförståelse och ligger nära primära hörselkortex. 
Området namngavs av den tyske neurokirurgen Carl Wernicke. Problem i denna del av hjärnan ger upphov till en speciell typ av afasi som kännetecknas av svårigheter med språkets innehåll och betydelse. Denna typ av afasi brukar benämnas sensorisk afasi, Wernickes afasi eller impressiv afasi. Talet kan vara flytande men bristerna yttrar sig främst i form av innehåll, nybildningar av ord (neologismer), ordförvrängningar (parafasi) och nedsatt talförståelse.